# NOS4A2
NOS4A2 è un romanzo horror scritto da Joe Hill, pubblicato nel 2013.

## Trama
Victoria McQueen ha la stupefacente capacità di trovare le cose: una carta di credito, un orologio smarrito, un coniglietto perso, risposte a interrogativi che non hanno soluzione. Quando passa con la sua moto sul vecchio e traballante ponte coperto nei boschi dietro casa sua, arriva sempre nel posto in cui deve andare. Vic tiene segreta questa sua insolita abilità, perché sa che nessuno le crederebbe. Anche Charles Talent Manx ha una dote tutta sua. Gli piace portare in giro i bambini sulla sua Rolls-Royce Wraith del 1938 con la targa personalizzata NOS4A2. A bordo della macchina, lui e i suoi innocenti passeggeri possono uscire dalla realtà e percorrere strade segrete che portano a uno straordinario parco dei divertimenti che lui chiama Christmasland. Chilometro dopo chilometro, il viaggio sull'autostrada dell'immaginazione distorta di Charlie trasforma i suoi preziosi passeggeri, rendendoli terrificanti e inarrestabili quanto il loro "benefattore". Poi viene il giorno in cui Vic esce per cercare guai... e inevitabilmente la sua strada incrocia quella di Charlie. Questo è stato molto tempo fa. Ora l'unica ragazzina che sia riuscita a sfuggire al male implacabile di Charlie è diventata una donna che cerca, disperata, di dimenticare. Ma Charlie Manx non ha mai smesso di pensare all'eccezionale Victoria McQueen e non si fermerà finché non avrà avuto la sua vendetta. Vuole dare la caccia a qualcosa di molto speciale, qualcosa che Vic non potrà mai sostituire.

## Altri media
Nel mese di aprile 2018 AMC ha annunciato che il romanzo sarebbe stato adattato in una serie TV, prodotta da Stephen King. La serie è poi uscita a giugno 2019, anche in Italia.